# منطقة الانتقال الشمسي

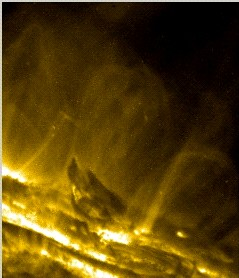
تظهر منطقة الانتقال كضباب أصفر ساطع فوق السطح.

منطقة الانتقال الشمسي وهي منطقة ضمن الغلاف الجوي الشمسي تقع بين الغلاف الملون وهالة الشمس. ويمكن رؤويتها من الفضاء باستخدام مقرابات تتحسس للأشعة فوق البنفسجية. وتعتبر من المناطق المهمة لأنها موقع للعديد من التحولات غير المترابطة لكنها على علاقة وثيقة بالفيزياء الشمسية للغلاف الجوي:
- تهيمن قوى الجاذبية أسفل هذه المنطقة على معظم ملامح الشمس، في حين أن أعلى هذه المنطقة تسيطر القوى الديناميكية، وبالتالي منطقة الانتقال هي منطقة غير محددة الملامخ.
- أسفل هذه المنطقة يكون الهليوم غير متأين بشكل كامل ليكون الطاقة الإشعاعية ذات فعالية كبيرة، في حين يتأين الهيليوم أعلى هذه المنطقة مما يكون له تأثير عميق على درجة حرارة التوازن.
- أسفل هذه المنطقة المواد غير شفافة للجزيئات الملونة المرتبطة بخطوط الطيف ، بذلك تمتص معظم الخطوط الطيفية (الضوء المرئي والأشعة تحت الحمراء ووقرب الفوق بنفسجية) في حين أن معظم الخطوط الطيفية المتشكلة فوق هذه الممنطقة تبعث طيف من الأشعة فوق البنفسجية والأشعة السينية.

أسفل هذه المنطقة يلعب ضغط الغازات وديناميك السوائل دور ها في حركة وشكل البنية، في حين أن أعلى هذه المنطقة تهيمن القوى المغناطيسية.